# Studienberechtigungsprüfung (Österreich)
Die Studienberechtigungsprüfung (SBP) ist in Österreich die facheingeschränkte Zulassung zu einem Studium.

## Funktion der Studienberechtigungsprüfung
Im Unterschied zur allgemeinen Hochschulreife, die man mit der Reifeprüfung (Matura) erhält, und die dem schulischen Sektor zugerechnet wird, gibt es die Möglichkeit, einen Lehrgang zu absolvieren, mit dem man ganz bestimmte Fächer studieren kann. Damit erhält man eine eingeschränkte Studienberechtigung für Studien an Universitäten, Hochschulen, Fachhochschulen (universitäre SBP), oder Pädagogischen Hochschulen  (schulische SBP).

## Voraussetzungen und Ablauf
Diese Lehrgänge werden direkt an der Hochschule absolviert, und seit 1. Oktober 2010 liegt auch die Autonomie bei den Hochschulen. Diese entscheiden frei über die Form der Studienberechtigungsprüfung, und handhaben sie unterschiedlich (Prüfungen und Prüfungsanforderungen durch Verordnung des Rektorates, Anerkennung von Meisterprüfung, Befähigungsprüfung). Daher ist mit einer solchen Prüfung ein Studienwechsel nur sehr eingeschränkt möglich.
Die Bedingungen müssen individuell in einem Gespräch mit den Verantwortlichen der Hochschule (Institutsleiter, Rektorat) vorab erörtert werden.
Allgemeine Voraussetzungen sind:
- Entscheidung für eine der 16 festgelegten Studienrichtungsgruppen
- Nachweis einer beruflichen oder außerberuflichen Vorbildung für das angestrebte Studium
- Österreichische Staatsbürgerschaft (oder studienrechtliche Gleichstellung: Staatsangehörigkeit eines EWR-Mitgliedstaates, nur für die universitäre SBP)
- Mindestalter 22 Jahre oder 20 Jahre bei mindestens vierjähriger Berufsausbildung

Die Prüfung besteht aus fünf Einzelprüfungen, in der Art der Matura, mit Pflicht- und Wahlprüfungen, der Lehrstoff orientiert sich an der 12./13. Schulstufe (Anschlussklasse einer BHMS). Die Prüfung wird kommissionell an der Hochschule abgelegt.
Der Stoff kann erarbeitet werden:
- im Selbststudium
- im Fernstudium an der Hochschule, falls die Institution das anbietet
- in speziellen Vorbereitungslehrgängen/-kursen an der Hochschule, besonders an Fachhochschulen und Akademien
- an diversen Volkshochschulen, beim Berufsförderungsinstitut, in manchen Maturaschulen[5]

oder durch Anrechnungen anderer Bildungsgänge, dann ist unter Umständen keine Prüfungsvorbereitung notwendig.
Mit der Prüfung erhält man ein Studienberechtigungsprüfungszeugnis.
Eine unmittelbare Berufsberechtigung besteht im Allgemeinen nicht, das heißt, die SBP verschafft keine unmittelbaren beruflichen Aufstiegschancen.